# Obština Suchindol
Obština Suchindol (bulharsky Община Сухиндол) je bulharská jednotka územní samosprávy ve Velikotărnovské oblasti. Leží ve středním Bulharsku v Předbalkánu. Sídlem obštiny je město Suchindol, kromě něj zahrnuje obština 5 vesnic. Žije zde přibližně 2 900 obyvatel.

## Sídla
- Bjala Reka[p 1]
- Gorsko Kalugerovo
- Gorsko Kosovo
- Koevci[p 1]
- Krasno Gradište
- Suchindol[p 1][p 2] (sídlo správy)

## Sousední obštiny
| Růžice kompasu | Letnica           | Levski |           | Růžice kompasu |
| Růžice kompasu |                   | Sever  | Pavlikeni | Růžice kompasu |
| Růžice kompasu | Obština Suchindol |        | Pavlikeni | Růžice kompasu |
| Růžice kompasu | Jih               |        | Pavlikeni | Růžice kompasu |
| Růžice kompasu | Sevlievo          |        |           | Růžice kompasu |

## Obyvatelstvo
V obštině žije 2 456 obyvatel a je zde trvale hlášeno 2 305 obyvatel. Podle sčítání 7. září 2021 bylo národnostní složení následující:
- Bulhaři: 1 446 (79.1 %)
- Turci: 323 (17.7 %)
- Romové: 32 (1.7 %)
- ostatní: 28 (1.5 %)

V období 2011 až 2021 v obštině ubylo 394 obyvatel.